# Universal Serial Bus
 "USB" omdirigeres hertil. For andre betydninger af USB, se USB (flertydig).
Universal Serial Bus (USB) er en industristandard, udviklet af USB Implementers Forum (USB-IF), som tillader dataudveksling og levering af elforsyning mellem mange typer elektronik. USB-standarden specificerer dens arkitektur, især dens fysiske grænseflade, og kommunikationsprotokoller til dataoverførsel og elforsyning til og fra dataværter, såsom personlige computere, til og fra perifere enheder, f.eks. billedskærme, tastaturer og baggrundslagre og til og fra mellemliggende USB-hubs, som øger antallet af dataporte, som kan kommunikere.
USB blev introduceret i 1996 og oprindeligt designet til at standardisere tilslutningen af eksterne enheder til computere, og erstatte forskellige datagrænseflader såsom serielle porte (fx RS-232), parallelporte (fx IEEE 1284), spilporte og ADB-porte. Tidlige versioner af USB blev almindelige på en lang række enheder, såsom tastaturer, computermus, digitalkameraer, printere, scannere, flashdrev, smartphones, spillekonsoller og powerbanks. USB har siden udviklet sig til en standard, der erstatter stort set alle almindelige dataporte og elforsyningsporte på computere, mobile enheder, perifere enheder, elforsyninger og mange andre mindre elektronik.
I den nuværende standard erstatter USB-C stikket de mange forskellige stik til strøm (op til 240 W), skærme (f.eks. DisplayPort, HDMI) og mange andre anvendelser, samt alle tidligere USB-stik.
Fra 2024 består USB af fire generationer af specifikationer: USB 1.x, USB 2.0, USB 3.x og USB4. USB4 forbedrer dataoverførsel og elforsyningsfunktionalitet med
| Citat | ... en forbindelsesorienteret tunneling-arkitektur designet til at kombinere flere protokoller på en enkelt fysisk grænseflade, så den samlede datatransmissionshastighed og ydeevne af USB4 Fabric kan deles dynamisk. | Citat |
|       | |       |

USB4 understøtter især tunnellering af Thunderbolt-protokollerne (3, 4, 5), PCI Express (PCIe, load/store interface) og DisplayPort (display interface). USB4 tilføjer også vært-til-vært-grænseflader.
Hver specifikationsunderversion understøtter forskellige datatransmissionshastigheder fra 1,5 og 12 Mbit/s halv-dupleks i USB 1.0/1.1 til 80 Gbit/s fuld-dupleks i USB4 2.0. USB giver også strøm til eksterne enheder; de seneste versioner af standarden udvider elforsyningsgrænserne for batteriopladning og enheder, der kræver op til 240 watt som defineret i USB Power Delivery (USB-PD) Rev. V3.1. I årenes løb er USB(-PD) blevet vedtaget som standard elforsyningsform og opladningsform for mange mobile enheder, såsom mobiltelefoner, hvilket reducerer behovet for proprietære opladere.

## USB stikoversigt
USB-stik udgøres af to typer: et hunstik og et hanstik. Illustrationerne viser kun hunstik. De ældre stik af USB type-A er til host/datavært-enden; USB type-B er til den ydre enhed (periferi enden). USB 3.1-(og op)-enheder (med USB-C) kan dynamisk skifte rolle - det kaldes Dual-Role-Data (DRD) mulighed. Ydermere kan USB 3.1-(og op)-enheder (med USB-C) på et vilkårligt tidspunkt skifte DRD-rolle - og USB Power Delivery-rolle - uafhængigt af hinanden:
| Standard                           | Standard                                                 | USB 1.0 1996           | USB 1.1 1998           | USB 2.0 2000         | USB 2.0 revideret                 | USB 3.0 2008                      | USB 3.1 2013                      | USB 3.2 2017                      | USB4 2019                         | USB4 2.0 2022                     |
| ---------------------------------- | -------------------------------------------------------- | ---------------------- | ---------------------- | -------------------- | --------------------------------- | --------------------------------- | --------------------------------- | --------------------------------- | --------------------------------- | --------------------------------- |
| Max data- transmissions- hastighed | USB-IF anbefalede produkt markeds- føringsnavne fra 2022 | Basic-Speed            | Basic-Speed            | High-Speed           | High-Speed                        | USB 5Gbps                         | USB 10Gbps                        | USB 20Gbps                        | USB 40Gbps                        | USB 80Gbps                        |
| Max data- transmissions- hastighed | Forældet eller oprindelig mærkning                       | Low-Speed & Full-Speed | Low-Speed & Full-Speed | High-Speed           | High-Speed                        | SuperSpeed eller SS               | SuperSpeed+ eller SS+             | SuperSpeed USB 20Gbps             | USB 40Gbps                        | USB 80Gbps                        |
| Max data- transmissions- hastighed | Driftsbrug                                               | Low-Speed & Full-Speed | Low-Speed & Full-Speed | High-Speed           | High-Speed                        | USB 3.2 Gen 1×1                   | USB 3.2 Gen 2×1                   | USB 3.2 Gen 2×2                   | USB4 Gen 3×2                      | USB4 Gen 4×2                      |
| Max data- transmissions- hastighed | Forbindelses- hastighed                                  | 1.5 Mbit/s & 12 Mbit/s | 1.5 Mbit/s & 12 Mbit/s | 480 Mbit/s           | 480 Mbit/s                        | 5 Gbit/s                          | 10 Gbit/s                         | 20 Gbit/s                         | 40 Gbit/s                         | 80 Gbit/s                         |
| Stik                               | Standard-A                                               |                        |                        |                      |                                   |                                   |                                   | [ rem 1 ]                         | N/A                               | N/A                               |
| Stik                               | Standard-B                                               |                        |                        |                      |                                   |                                   |                                   | [ rem 1 ]                         | N/A                               | N/A                               |
| Stik                               | Mini-A                                                   | [ rem 2 ]              |                        |                      |                                   | N/A                               | N/A                               | N/A                               | N/A                               | N/A                               |
| Stik                               | Mini-AB                                                  | [ rem 2 ]              |                        |                      |                                   | N/A                               | N/A                               | N/A                               | N/A                               | N/A                               |
| Stik                               | Mini-B                                                   | [ rem 2 ]              |                        |                      |                                   | N/A                               | N/A                               | N/A                               | N/A                               | N/A                               |
| Stik                               | Micro-A                                                  | [ rem 2 ] [ rem 6 ]    | [ rem 2 ] [ rem 6 ]    | [ rem 2 ] [ rem 6 ]  |                                   |                                   |                                   | [ rem 1 ]                         | N/A                               | N/A                               |
| Stik                               | Micro-AB                                                 | [ rem 2 ] [ rem 6 ]    | [ rem 2 ] [ rem 6 ]    | [ rem 2 ] [ rem 6 ]  |                                   |                                   |                                   | [ rem 1 ]                         | N/A                               | N/A                               |
| Stik                               | Micro-B                                                  | [ rem 2 ] [ rem 6 ]    | [ rem 2 ] [ rem 6 ]    | [ rem 2 ] [ rem 6 ]  |                                   |                                   |                                   | [ rem 1 ]                         | N/A                               | N/A                               |
| Stik                               | Type-C (USB-C)                                           | [ rem 6 ]              | [ rem 6 ]              | [ rem 6 ]            | (Forstørret for at vise detaljer) | (Forstørret for at vise detaljer) | (Forstørret for at vise detaljer) | (Forstørret for at vise detaljer) | (Forstørret for at vise detaljer) | (Forstørret for at vise detaljer) |
| Bemærkninger:                      | 1. 2. 3. 4. 5. 6. 7.                                     | 1. 2. 3. 4. 5. 6. 7.   | 1. 2. 3. 4. 5. 6. 7.   | 1. 2. 3. 4. 5. 6. 7. | 1. 2. 3. 4. 5. 6. 7.              | 1. 2. 3. 4. 5. 6. 7.              | 1. 2. 3. 4. 5. 6. 7.              | 1. 2. 3. 4. 5. 6. 7.              | 1. 2. 3. 4. 5. 6. 7.              | 1. 2. 3. 4. 5. 6. 7.              |

## USB-C stik og kabler

### Politik
EU-parlamentet har vedtaget, at alt udstyr fra 2024 skal være med USB-C-stik. Så bortfalder behovet for mellemled for at forbinde enheder med hinanden.

### USB-C stik
USB-C eller USB Type-C er et 24-bens, reversibelt stik (ikke en protokol), der afløser tidligere USB-stik og kan bære lyd, video, forbindelse til billedskærme, drev og docking-stationer. smartphones og mange flere ydre enheder. Stikket USB-C kan også yde elforsyningsformidling til for eksempel en bærbar computer eller smartphone. USB-C anvendes ikke kun af USB-teknologi, men også af andre dataprotokoller, herunder Thunderbolt, PCIe, HDMI, DisplayPort og andre. USB-C er udvidelig så fremtidige protokoller kan understøttes.
Designet af USB-C-stikket blev udviklet i 2012 af Intel, HP Inc., Microsoft og USB Implementers Forum (USB-IF). Type-C-specifikationen 1.0 blev udgivet af USB Implementers Forum den 11. august 2014. I juli 2016 blev USB-C vedtaget af IEC som "IEC 62680-1-3".

### USB-kabler med USB-C stik
Per 2025 understøtter selve USB-C-stikket fra Basic-Speed (grundet USB 2.0 bagudkompabilitet) til USB 80Gbps (USB4 2.0), men elektriske USB-kabler med USB-C-stik og evt. andre USB-stik har de fleste gange en lavere hastighedsunderstøttelse end USB 80Gbps.
Elektriske kabler med USB-C-stik og evt. andre USB-stik kan muligvis yde elforsyningsformidling fra 5 volt 3 A til 240W (48V 5A), det afhænger af USB-kablet og dets USB E-Marker-mikrochips.
USB-kabler med USB-C stik kan have fra to forbundne ledninger (kun elforsyningsformidling) - til 18 forbundne ledninger (engelsk full-featured). I USB-C stikket har benene forskellige roller - datakommunikation, elforsyningsformidling eller elektrisk afskærmning.
USB-udstyr kan kommunikere med kablets USB E-Marker-mikrochip og den formidler information om fx produkt/leverandør, kabelstik, USB-signaleringsprotokol, passiv/aktiv konstruktion, brug af VCONN-strøm, tilgængelig VBUS-strøm, forsinkelse, RX/TX-retningsevne, SOP-controllertilstand og hardware/firmwareversion. USB E-Marker-mikrochippen kan også inkludere yderligere leverandørdefinerede meddelelser (VDM), der beskriver understøttelse af Alt(alternativ)-brug eller leverandørspecifik funktionalitet uden for USB-standarderne.
Eksempel: Et USB-kabel eller stikadapter med et USB-C-stik og et USB-A-stik kan kun understøtte Basic-Speed og 5 volt 3 A.
Der findes USB E-Marker testere, som kan kommunikere med et kabels USB E-Marker-mikrochip og vise testresultater på en lille billedskærm.

## USB 2.0 OTG
USB-enheder med den ældre standard USB 2.0 kan have en udvidelse kaldet USB-on-the-go (USB OTG) som tillader en enhed at tale direkte til en anden enhed uden en tilkoblet USB-controller. Det kaldes også at en USB-enhed selv kan vælge at være en host/datavært-ende - eller en ydre enhed-ende (periferi-ende).
| Ben | Navn | Kabelfarve   | Beskrivelse |
| --- | ---- | ------------ | ----------- |
| 1   | VBUS | Rød          | +5 V        |
| 2   | D−   | Hvid(Guld *) | Data −      |
| 3   | D+   | Grøn         | Data +      |
| 4   | GND  | Sort(blå *)  | Ground      |

Nogle fabrikanter anvender:
| Ben | Navn | Kabelfarve | Beskrivelse                                                                                              |
| --- | ---- | ---------- | --- |
| 1   | VBUS | Rød        | +5 V |
| 2   | D−   | Hvid       | Data −                                                                                                   |
| 3   | D+   | Grøn       | Data +                                                                                                   |
| 4   | ID   | Ingen      | Tillader identificering af værter fra slaver * Vært: forbundet til Signal ground * Slave: ikke forbundet |
| 5   | GND  | Sort       | Signal ground                                                                                            |

## Lyd over USB
USB understøtter streaming af lyd, kaldet USB Audio Class (UAC). Der findes to USB Audio Classes, hvor UAC1 er den hyppigst understøttede. UAC2 er med seneste Windows 10 opdatering nu også mulig at bruge. MacOS har længe understøttet begge klasser med et bredt udvalg af sample rates.

## Historisk

### Trådløs USB (forældet)
Trådløs USB, også kaldet WUSB (Wireless USB), fungerer ligesom Bluetooth (som et WPAN-netværk), hvor data kan overføres trådløst mellem to enheder på kort afstand (480 Mbit inden for 3 meter, 110 Mbit inden for 10 meter).
I september 2006 blev standarden Certified Wireless USB 1.0 vedtaget under et forum for producenter af USB-enheder. Målet med det trådløse netværk er at frigøre samtlige USB-enheder for kabler og ledninger. Datatransmissionshastigheden vil være 480 Mbps, men det gælder kun, hvis udstyret står max tre meter fra senderen. Er senderen placeret ti meter fra modtageren, vil datatransmissionshastigheden falde til 110 Mbps. Ifølge organisationen, der skabte USB-standarden, er der mere end to milliarder USB-forbindelser i forskellige elektroniske apparater, folk bruger i deres hverdag. For at computeren kan koble sig på en trådløs USB forbindelse kræves der et kort eller en adapter, men producenterne af USB-delene arbejder på at få bygget den trådløse USB-funktion i selve PC'en. De første IT-produkter, som bygger på den trådløse standard, ventes i handlen i slutningen af 2008, starten af 2009.